# Armentières-sur-Avre
Armentières-sur-Avre é uma comuna francesa na região administrativa da Normandia, no departamento de Eure. Estende-se por uma área de 6,17 km². Em 2010 a comuna tinha 173 habitantes (densidade: 28 hab./km²).